# Tournoi national des sociétés du Japon (rugby à XV)
Le Tournoi national des sociétés ou 全国社会人ラグビーフットボール大会 fut une compétition annuelle de rugby à XV organisée par la Fédération japonaise de rugby mettant aux prises les meilleures équipes de sociétés commerciales et faisant office de championnat national entre 1948 (1948-49) et 2003 (2002-03).

## Histoire
La compétition a été créée en 1948. Son incapacité à faire progresser l'équipe nationale, régulièrement écrasée dans les coupes du monde de rugby incite la fédération japonaise à interrompre ce tournoi pour lancer une compétition véritablement professionnelle, la Top League en 2003-04. Les 12 meilleures équipes corporatives y sont intégrées après avoir changé de nom.

## Finales
| Édition | Années | Vainqueur                                     | Score | Finaliste                            | Notes                                                          |
| ------- | ------ | --------------------------------------------- | ----- | ------------------------------------ | -------------------------------------------------------------- |
| 1       | 1948   | Haitan Koudan Corporation (1)                 | 57–3  | Kintetsu                             | 3 équipes participantes (les finalistes et Katakura Chikkarin) |
| 2       | 1949   | Mitsui Chemicals (1)                          | 39–0  | Sumitomo                             | 7 participants                                                 |
| 3       | 1950   | Yawata Steel (1)                              | 32–0  | Toyota Motor Corporation             |                                                                |
| 4       | 1951   | Yawata Steel (2)                              | 11–3  | Kintetsu                             | 8 participants                                                 |
| 5       | 1952   | Yawata Steel (3)                              | 15–6  | Kawasaki Heavy Industries, Ltd       | 7 participants                                                 |
| 6       | 1953   | Kyushu Electric Power Co. (1) et Kintetsu (1) | 3–3   | -                                    | ex æquo, les deux finalistes sont sacrés.                      |
| 7       | 1954   | Yawata Steel (4)                              | 19–0  | Daiei Inc.                           |                                                                |
| 8       | 1955   | Yawata Steel (5)                              | 24–5  | Kintetsu                             |                                                                |
| 9       | 1956   | Kintetsu (2)                                  | 11–0  | Kyushu Electric Power Co., Inc.      | 16 équipes engagées                                            |
| 10      | 1957   | Kintetsu (3)                                  | 12–3  | Mairie de Kyoto                      |                                                                |
| 11      | 1958   | Yawata Steel (6)                              | 9–0   | Kintetsu                             |                                                                |
| 12      | 1959   | Yawata Steel (7)                              | 13–8  | Kintetsu                             |                                                                |
| 13      | 1960   | Yawata Steel (8)                              | 3–0   | Kintetsu                             |                                                                |
| 14      | 1961   | Kintetsu (4)                                  | 6–5   | Yawata Steel                         |                                                                |
| 15      | 1962   | Yawata Steel (9)                              | 19–3  | Tanifuji Machinery Industry Co., Ltd |                                                                |
| 16      | 1963   | Yawata Steel (10)                             | 16–3  | Kintetsu                             |                                                                |
| 17      | 1964   | Yawata Steel (11)                             | 25–3  | Toyota Motor Corporation             |                                                                |
| 18      | 1965   | Yawata Steel (12)                             | 8–3   | Kintetsu                             |                                                                |
| 19      | 1966   | Kintetsu (5)                                  | 15–3  | Toyota Motor Corporation             |                                                                |
| 20      | 1967   | Kintetsu (6)                                  | 6–5   | Toyota Motor Corporation             |                                                                |
| 21      | 1968   | Toyota Motor Corporation (1)                  | 19–13 | Yawata Steel                         |                                                                |
| 22      | 1969   | Kintetsu (7)                                  | 17–8  | Toyota Motor Corporation             |                                                                |
| 23      | 1970   | Nippon Steel Kamaishi (1) et Ricoh (1)        | 6–6   | -                                    | ex æquo, les deux finalistes sont sacrés.                      |
| 24      | 1971   | Mitsubishi Motors Kyoto (1)                   | 22–11 | Ricoh                                |                                                                |
| 25      | 1972   | Ricoh (2)                                     | 29–3  | Mitsubishi Motors Kyoto              |                                                                |
| 26      | 1973   | Ricoh (3)                                     | 4–3   | Kintetsu                             |                                                                |
| 27      | 1974   | Kintetsu (8)                                  | 10–7  | Ricoh                                |                                                                |
| 28      | 1975   | Mitsubishi Motors Kyoto (2)                   | 17–10 | Sanyo                                |                                                                |
| 29      | 1976   | Nippon Steel Kamaishi (2)                     | 27–3  | Toyota Motor Corporation             |                                                                |
| 30      | 1977   | Toyota Motor Corporation (2)                  | 19–15 | Sanyo                                |                                                                |
| 31      | 1978   | Nippon Steel Kamaishi (3)                     | 15–3  | Mitsubishi Motors Kyoto              |                                                                |
| 32      | 1979   | Nippon Steel Kamaishi (4)                     | 27–13 | Sanyo                                |                                                                |
| 33      | 1980   | Nippon Steel Kamaishi (5)                     | 31–15 | Sanyo                                |                                                                |
| 34      | 1981   | Nippon Steel Kamaishi (6)                     | 19–0  | Toyota Motor Corporation             |                                                                |
| 35      | 1982   | Nippon Steel Kamaishi (7)                     | 16–0  | Toyota Motor Corporation             |                                                                |
| 36      | 1983   | Nippon Steel Kamaishi (8)                     | 31–0  | Toshiba Fushu                        |                                                                |
| 37      | 1984   | Nippon Steel Kamaishi (9)                     | 22–0  | Kobe Steel                           |                                                                |
| 38      | 1985   | Toyota Motor Corporation (3)                  | 12–3  | Kobe Steel                           |                                                                |
| 39      | 1986   | Toyota Motor Corporation (4)                  | 19–6  | Nippon Steel Kamaishi                |                                                                |
| 40      | 1987   | Toshiba Fushu (1)                             | 13–6  | Toyota Motor Corporation             |                                                                |
| 41      | 1988   | Kobe Steel (1)                                | 23–9  | Toshiba Fushu                        |                                                                |
| 42      | 1989   | Kobe Steel (2)                                | 28–15 | Suntory Sungoliath                   |                                                                |
| 43      | 1990   | Kobe Steel (3)                                | 18–16 | Sanyo                                |                                                                |
| 44      | 1991   | Kobe Steel (4)                                | 24–15 | Sanyo                                |                                                                |
| 45      | 1992   | Kobe Steel (5)                                | 20–19 | Toshiba Fushu                        |                                                                |
| 46      | 1993   | Kobe Steel (6)                                | 18–3  | Sanyo                                |                                                                |
| 47      | 1994   | Kobe Steel (7)                                | 37–14 | Toshiba Fushu                        |                                                                |
| 48      | 1995   | Suntory (1) et Sanyo (1)                      | 27–27 | -                                    | ex æquo, les deux finalistes sont sacrés.                      |
| 49      | 1996   | Toshiba Fushu (2)                             | 36–21 | Sanyo                                |                                                                |
| 50      | 1997   | Toshiba Fushu (3)                             | 14–6  | Suntory Sungoliath                   |                                                                |
| 51      | 1998   | Toyota Motor Corporation (5)                  | 28–27 | Suntory Sungoliath                   |                                                                |
| 52      | 1999   | Kobe Steel (8)                                | 35–26 | World Fighting Bull                  |                                                                |
| 53      | 2000   | Kobe Steel (9)                                | 29–26 | Toyota Motor Corporation             |                                                                |
| 54      | 2001   | Suntory (2)                                   | 50–31 | Kobelco Steelers                     |                                                                |
| 55      | 2002   | Suntory (3)                                   | 38–25 | Toshiba Fushu                        |                                                                |

- En 1970, Yawata Steel devient Nippon Steel après la fusion de l'entreprise avec Fuji Steel. Ce club ne doit pas être confondu avec Nippon Steel Kamaishi, qui appartient au même groupe industriel mais qui est un club différent et devint, d'ailleurs, le club phare du groupe.

## Palmarès
| Rang | Club                     | Victoires | Finales perdues |
| 1er  | Yawata Steel             | 12        | 2               |
| 2e   | Kobe Steel               | 9         | 3               |
| 3e   | Nippon Steel Kamaishi    | 9         | 1               |
| 4e   | Kintetsu                 | 8         | 9               |
| 5e   | Toyota Motor Corporation | 5         | 10              |
| 6e   | Toshiba Fushu            | 3         | 5               |
| 7e   | Suntory                  | 3         | 3               |
| 8e   | Ricoh                    | 3         | 2               |
| 9e   | Mitsubishi Motors Kyoto  | 2         | 2               |
| 10e  | Sanyo                    | 1         | 8               |
| 11e  | Kyushu Electric Power    | 1         | 1               |
| 12e  | Haitan                   | 1         | -               |
| -    | Mitsui Chemicals         | 1         | -               |